# Espostoa
Espostoa ist eine Pflanzengattung aus der Familie der Kakteengewächse (Cactaceae). Der botanische Name der Gattung ehrt den peruanischen Arzt und Botaniker Nicolas E. Esposto (1877–1942), der an der Escuela Nacional de Agricultura in Lima lehrte.

## Beschreibung
Die baumähnlich oder strauchig wachsenden Arten der Gattung Espostoa verzweigen gewöhnlich von der Basis oder höher und erreichen Wuchshöhen von bis zu 4 Meter. Die aufrechten, zylindrischen oder säulenförmigen Triebe bestehen aus vielen, niedrigen Rippen. Die Areolen bringen Dornen und Haare hervor, die eine Art Gewebe über dem Trieb bilden. Von den Dornen sind einige kräftig, andere haarartig. Das seitliche Cephalium bildet sich aus mehreren reduzierten und umgebildeten Rippen.
Die manchmal kleinen, röhren- bis glockenförmigen Blüten sind rötlich bis weiß, entspringen dem Cephalium und öffnen sich für gewöhnlich in der Nacht. Der Blütenbecher und die kurze Blütenröhre sind mit kleinen spitzen Schuppen und Haaren besetzt. Dornen sind nicht vorhanden.
Die saftigen, kugel- bis eiförmigen Früchte sind grün bis rot, mehr oder weniger kahl oder mit kleinen Haarbüscheln besetzt. Der Blütenrest ist ausdauernd. Die ovalen- bis fast hutförmigen Samen sind matt braun.

## Systematik und Verbreitung
Die Arten der Gattung Espostoa sind südlich des Äquators in Süd-Ecuador, Peru und Bolivien verbreitet.
Die Erstbeschreibung der Gattung wurde 1920 von Nathaniel Lord Britton und Joseph Nelson Rose vorgenommen. Die Typusart der Gattung ist Espostoa lanata.

### Systematik nach N.Korotkova et al. (2021)
Die Gattung umfasst folgenden Arten:
- Espostoa blossfeldiorum (Werderm.) Buxb.
- Espostoa calva F.Ritter
- Espostoa cremnophila Hoxey[4]
- Espostoa frutescens Madsen
- Espostoa hylaea F.Ritter
- Espostoa lanata (Kunth) Britton & Rose
  - Espostoa lanata subsp. lanata
  - Espostoa lanata subsp. huanucoensis (H.Johnson ex F.Ritter) G.J.Charles ≡ Espostoa huanucoensis F.Ritter
  - Espostoa lanata subsp. lanianuligera (F.Ritter) G.J.Charles ≡ Espostoa lanianuligera F.Ritter
  - Espostoa lanata subsp. ruficeps (F.Ritter) G.J.Charles ≡ Espostoa ruficeps F.Ritter
- Espostoa melanostele (Vaupel) Borg
  - Espostoa melanostele subsp. melanostele
  - Espostoa melanostele subsp. nana (F.Ritter) G.J.Charles ≡ Espostoa nana F.Ritter
- Espostoa mirabilis F.Ritter
- Espostoa senilis (F.Ritter) N.P.Taylor
- Espostoa superba F.Ritter
- Espostoa utcubambensis G.J.Charles

Synonyme der Gattung sind Binghamia Britton & Rose (1920), Pseudoespostoa Backeb. (1934) und Thrixanthocereus Backeb. (1937).

### Systematik nach E.F.Anderson/Eggli (2005)
Zur Gattung gehören die folgenden Arten:
- Espostoa baumannii Kníže
Möglicherweise eine Hybride der Gattungen Espostoa und Cleistocactus
- Espostoa blossfeldiorum (Werderm.) Buxb.
- Espostoa calva F.Ritter
- Espostoa frutescens Madsen
- Espostoa guentheri (Kupper) Buxb. ex Eggli ≡ Vatricania guentheri (Kupper) Backeb.
- Espostoa huanucoensis F.Ritter ≡ Espostoa lanata subsp. huanucoensis (H.Johnson ex F.Ritter) G.J.Charles
- Espostoa hylaea F.Ritter
- Espostoa lanata (Kunth) Britton & Rose
- Espostoa lanianuligera F.Ritter ≡ Espostoa lanata subsp. lanianuligera (F.Ritter) G.J.Charles
- Espostoa melanostele (Vaupel) Borg
- Espostoa mirabilis F.Ritter
- Espostoa nana F.Ritter ≡ Espostoa melanostele subsp. nana (F.Ritter) G.J.Charles
- Espostoa ritteri Buining = Espostoa lanata subsp. lanata
- Espostoa ruficeps F.Ritter ≡ Espostoa lanata subsp. ruficeps (F.Ritter) G.J.Charles
- Espostoa senilis (F.Ritter) N.P.Taylor
- Espostoa superba F.Ritter
- Espostoa utcubambensis G.J.Charles

Synonyme der Gattung sind Binghamia Britton & Rose (1920, nom. illeg.), Pseudoespostoa Backeb. (1934), Thrixanthocereus Backeb. (1937) und Vatricania Backeb. (1950).

## Nachweise